# Porohova, Buceaci
Porohova (în ucraineană Порохова) este o comună în raionul Buceaci, regiunea Ternopil, Ucraina, formată numai din satul de reședință.

## Demografie
Componența lingvistică a comunei Porohova
     Ucraineană (99,83%)
     Alte limbi (0,17%)
Conform recensământului din 2001, majoritatea populației comunei Porohova era vorbitoare de ucraineană (99,83%), existând în minoritate și vorbitori de alte limbi.